# Schwarzentennalm
Die Schwarzentennalm ist eine Alm in den Bayerischen Voralpen. Sie liegt im Gemeindegebiet von Kreuth.

## Geografie
Das Almgebiet befindet sich auf einem Sattel zwischen Söllbach- und Schwarzenbachtal. In direkter Nähe oberhalb befindet sich die Klein Bucher Alm. Die ganzjährig bewirtschaftete Almhütte der Schwarzentennalm ist beliebtes Ziel für Wanderer und Mountainbiker.

### Aufstiege
- Von Norden und Bad Wiessee über das Söllbachtal
- Von Süden über das Schwarzenbachtal

### Benachbarte Hütten
- Buchsteinhütte und Tegernseer Hütte